# Теляжен
Теляжен(рум. Teleajen)  — річка в Румунії, у повіті Прахова. Права притока Прахови (басейн Чорного моря).

## Опис
Довжина річки 113 км, середньорічні витрати води у гирлі — 10,3 м³/с, найкоротша відстань між витоком і гирлом — 79,51 км, коефіцієнт звивистості річки — 1,43.

## Розташування
Бере початок на південно-східних схилах гори Чіукаш і повіті Прахова. Тече переважно на південний схід і на східній стороні від села Паланка впадає у річку Прахову, ліву притоку Яломіци.
Притоки: Стана (рум. Stăna), Валянка (рум. Văleanca), Вербілуе (рум. Vărbiluă), Місля (рум. Mislea), Бурдуза (рум. Burduza), Дамбу (рум. Dămbu), Ґіґіу (рум. Ghighiu) (праві); Дражна (рум. Drajna) (ліва).
Основні населені пункти вздовж берегової смуги від витоку до гирла: Кея, Кічурень, Менечу-Унгурень, Гяба, Костень, Кіріцештаь, Чернешть, Дражна, Валеній-де-Мунте, Феджету, Болдешт-Скеєнь, Блежой, Берчень, Коследжі, Сікріта.